# Bandicota savilei
Bandicota savilei és una espècie de mamífer rosegador de la família dels múrids. Viu a Cambodja, Myanmar, Tailàndia, el Vietnam i, probablement, Laos. El seu hàbitat natural són les zones degradades. És una espècie en risc mínim, és a dir, no sembla que hi hagi cap amenaça significativa per a la seva supervivència. Aquest tàxon fou anomenat en honor de l'enginyer britànic Leopold Halliday Savile.